# العلاقات البوروندية البولندية
العلاقات البوروندية البولندية هي العلاقات الثنائية التي تجمع بين بوروندي وبولندا.

## مقارنة بين البلدين
هذه مقارنة عامة ومرجعية للدولتين:
| وجه المقارنة                                              | بوروندي                                    | بولندا                                                                             |
| --------------------------------------------------------- | ------------------------------------------ | ---------------------------------------------------------------------------------- |
| المساحة (كم2)                                             | 27.83 ألف                                  | 312.68 ألف                                                                         |
| عدد السكان (نسمة)                                         | 10.86 مليون                                | 38.43 مليون                                                                        |
| الكثافة السكانية (ن./كم²)                                 | 390.23                                     | 122.91                                                                             |
| العاصمة                                                   | بوجومبورا، جيتيغا                          | وارسو                                                                              |
| اللغة الرسمية                                             | اللغة الكيروندية، لغة فرنسية، لغة إنجليزية | اللغة البولندية                                                                    |
| العملة                                                    | فرنك بوروندي                               | زلوتي بولندي                                                                       |
| الناتج المحلي الإجمالي (بليون دولار)                      | 3.48 مليار                                 | 524.51 مليار                                                                       |
| الناتج المحلي الإجمالي (تعادل القوة الشرائية) بليون دولار | 8.13 مليار                                 | 1.02 تريليون                                                                       |
| الناتج المحلي الإجمالي الاسمي للفرد دولار أمريكي          | 277                                        | 12.55 ألف                                                                          |
| الناتج المحلي الإجمالي للفرد دولار أمريكي                 | 77                                         | 26.14 ألف                                                                          |
| مؤشر التنمية البشرية                                      | 0.400                                      | 0.843                                                                              |
| رمز المكالمات الدولي                                      | +257                                       | +48                                                                                |
| رمز الإنترنت                                              | .bi                                        | .pl                                                                                |
| المنطقة الزمنية                                           | ت ع م+02:00                                | توقيت وسط أوروبا، ت ع م+01:00، ت ع م+02:00، أوروبا/وارسو ‏، توقيت وسط أوروبا الصيفي |

## منظمات دولية مشتركة
يشترك البلدان في عضوية مجموعة من المنظمات الدولية، منها:
| علم المنظمة | اسم المنظمة                        | تاريخ انضمام بوروندي | تاريخ انضمام بولندا |
| ----------- | ---------------------------------- | -------------------- | ------------------- |
|             | مؤسسة التنمية الدولية              | 28 سبتمبر 1963       | 28 أكتوبر 1960      |
|             | يونسكو                             | 16 نوفمبر 1962       | 6 نوفمبر 1946       |
|             | وكالة ضمان الاستثمار متعدد الأطراف | 10 مارس 1998         | 29 يونيو 1990       |
|             | الأمم المتحدة                      | 18 سبتمبر 1962       | 24 أكتوبر 1945      |
|             | الاتحاد البريدي العالمي            | ?                    | 1 مايو 1919         |
|             | البنك الدولي للإنشاء والتعمير      | 28 سبتمبر 1963       | 27 يونيو 1986       |
|             | الاتحاد الدولي للاتصالات           | 16 فبراير 1963       | 1921                |
|             | منظمة حظر الأسلحة الكيميائية       | ?                    | ?                   |
|             | مؤسسة التمويل الدولية              | 28 نوفمبر 1979       | 29 ديسمبر 1987      |
|             | منظمة التجارة العالمية             | 23 يوليو 1995        | 1 يوليو 1995        |
|             | منظمة الشرطة الجنائية الدولية      | ?                    | ?                   |

## وصلات خارجية
- موقع وزارة الخارجية البولندية